# 昂西尼昂
昂西尼昂（法語：Ansignan，法語發音：[ɑ̃siɲɑ̃] ⓘ）是法国东比利牛斯省的一个市镇，位于该省东部，属于佩皮尼昂区。

## 地理
昂西尼昂（42°45'39"N, 2°30'56"E）面积7.84 平方千米，位于法国奧克西塔尼大區东比利牛斯省，该省份为法国大陆部分最南部的省份，涵盖了北加泰罗尼亚，北起奥德省，西接阿列日省和安道尔，南与西班牙接壤，东临地中海。
与昂西尼昂接壤的市镇（或旧市镇、城区）包括：圣阿尔纳克、卡拉马尼、特里亚、圣马丹德弗努耶。
昂西尼昂的时区为UTC+01:00、UTC+02:00（夏令时）。

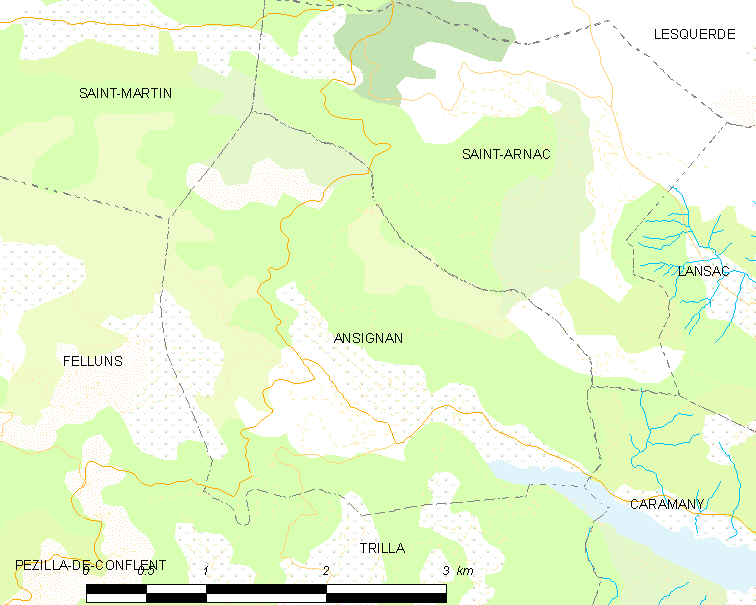
昂西尼昂的OSM定位图

## 行政
昂西尼昂的邮政编码为66220，INSEE市镇编码为66006。

## 政治
昂西尼昂所属的省级选区为阿格利河谷县。

## 人口

1962-2008年间昂西尼昂人口变化图示

昂西尼昂于2022年1月1日时的人口数量为168人。